# Paul Fröhlich (homme politique)
Paul Fröhlich, né le 21 mars 1913 à Niederplanitz et mort le 19 septembre 1970 à Berlin-Est, est un haut fonctionnaire de la République démocratique allemande  et membre du Politburo du Comité central du parti dirigeant SED.

## Biographie
Fröhlich suit une formation de cuisinier de 1929 à 1931 et est ouvrier industriel et mineur. En 1930, il rejoint le KPD. En 1933, il est arrêté pour activités politiques illégales et vit ensuite d'expédients. En 1939, il est appelé au service militaire comme cuisinier de campagne. En 1944, il déserte, est interné par la police des frontières suisse et est prisonnier de guerre jusqu'en juin 1945.
Jusqu'en 1953, il est secrétaire de plusieurs districts du SED, parti au pouvoir. Il pratique un style de direction particulièrement autoritaire, réprime toute critique de ses décisions et se comporte en autocrate, persécutant les dissidents, y compris dans son propre parti.
Le 17 juin 1953, lors de l'insurrection en Allemagne de l'Est, il est à Berlin pour des raisons officielles. Il retourne à Leipzig en début d'après-midi, où il critique vivement l'indécision des forces de police qui ont fait preuve de retenue jusque-là, et leur donne l'ordre de tirer sur les insurgés. Deux personnes sont tuées à la suite de cet ordre, et au moins cinq autres personnes sont victimes des troupes soviétiques après la proclamation de l'état d'urgence (à 16 heures). L'usage brutal de la force par Paul Fröhlich, avant même que la loi martiale ne soit déclarée, lui vaut les faveurs d'Ulbricht après la répression du soulèvement, ce ouvre la voie à son ascension politique dans le cercle restreint de la direction du SED.
En 1954, Paul Fröhlich entre au Comité central du SED, et ce malgré les mises en garde de Karl Schirdewan, et est député de la Chambre du peuple, et en 1958, en pleine période de purges internes du parti par Walter Ulbricht, il devient secrétaire du Comité central et candidat au Politburo du Comité central du SED. Il reste au Politburo de 1963 à sa mort.
Paul Fröhlich est coresponsable de la décision du comité central du SED de dynamiter l'église Saint-Paul de l'université de Leipzig : aucun lieu de culte ne devait être toléré sur la place socialiste Karl Marx de l'université socialiste Karl Marx. Le 30 mai 1968, le Sénat de l'université et le conseil municipal de Leipzig donnent leur accord pour la démolition de l'église.
En RDA, le centre d'entraînement de la NVA de Schneeberg (AZ-10) portait le nom Paul Fröhlich. De 1973 à 1990, la société mère du combinat TAKRAF a porté le nom VEB Verlade- und Transportanlagen Leipzig "Paul Fröhlich" (VTA).
Fröhlich meurt d'une crise cardiaque à l'âge de 57 ans. Son urne funéraire se trouve au Mémorial des socialistes du cimetière central de Friedrichsfelde à Berlin-Lichtenberg.

## Distinctions
Fröhlich a reçu l'Ordre du mérite patriotique en 1956 et 1969, la Médaille des combattants contre le fascisme en 1958, la médaille du mérite en 1959, la Bannière du Travail en 1963, l'ordre de Karl-Marx en 1965 et l'ordre pour services rendus au peuple et à la patrie en 1970.